# Live from SoHo (마룬 5의 EP)
Live From SoHo(라이브 프롬 소호)는 마룬 5의 두 번째 라이브 음반이다. 2008년 3월 25일에 아이튠즈 단독 EP로 발매되었다. 미국 뉴욕주 뉴욕의 소호 애플 스토어에서 녹음되었다.

## 수록곡
1. "If I Never See Your Face Again" – 4:53
2. "Makes Me Wonder" – 4:17
3. "Little Of Your Time" – 2:34
4. "Wake Up Call" – 4:10
5. "Won't Go Home Without You" – 3:59
6. "Nothing Lasts Forever" – 4:00

## 관련 정보
- "Nothing Lasts Forever"가 시작할 때 리드 보컬리스트 애덤 리바인이 이 곡이 써지게 된 과정과 카니예 웨스트와 함께 그의 음반 Late Registraion에서 피처링한 싱글 "Heard 'Em Say"이 녹음되게 된 과정을 이야기 한다.
- It Won't Be Soon Before Long 디럭스반에 수록되어있다.